# Механическое пианино

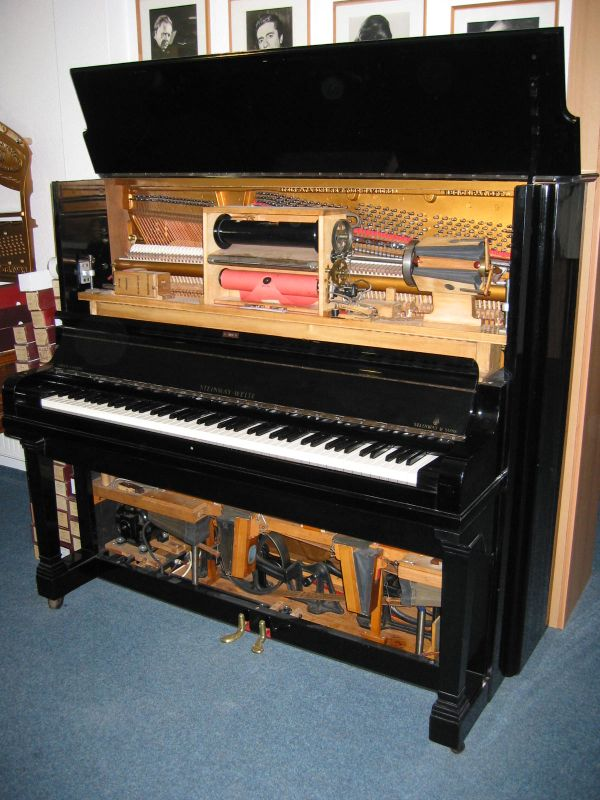
Механическое пианино Steinway Welte-Mignon (1919г.)

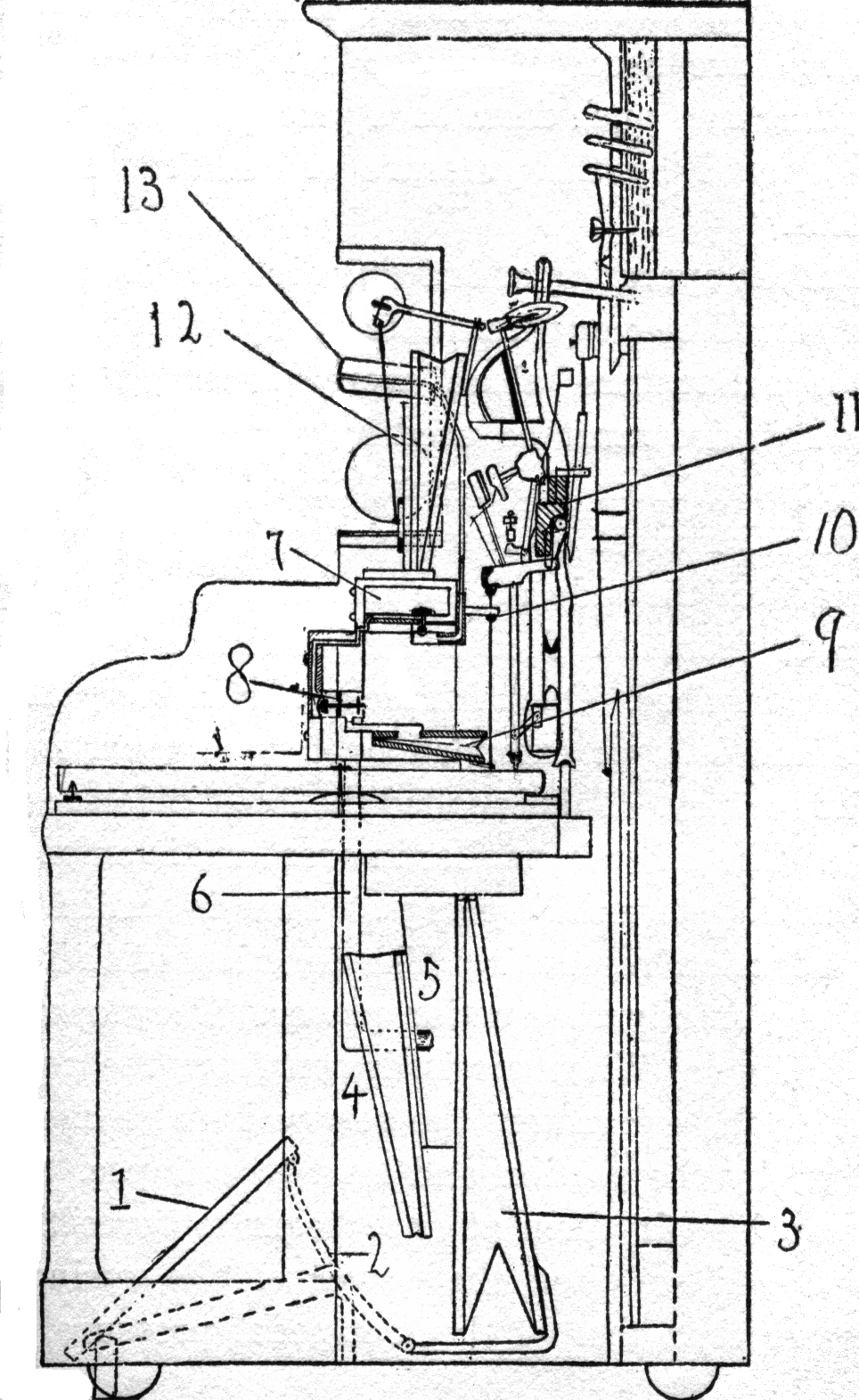
Пневматическая пианола

Механическое пианино (пианола) — разновидность пианино, автоматический струнно-клавишный музыкальный инструмент.
Пианолой также называется приставное устройство, превращающее пианино или рояль в механическое пианино;

## История
Первая пианола была сконструирована в 1887 году.
Механическое пианино было чрезвычайно популярно в начале XX века.
С появлением граммофона пианолы постепенно вышли из широкого употребления.
С развитием электронной техники появились основанные на ней устройства записи и воспроизведения для фортепиано:

## Устройство
В пианоле располагается вал, приводимый в движение рукояткой, а на поверхности вала по всему протяжению идут выступы, расположенные в определённой последовательности согласно нотам исполняемого музыкального произведения. Выступы вала последовательно приводят в действие молоточки, соответствующие клавишам пианолы, и, таким образом, извлекают музыкальные звуки.
Позднее конструкция пианолы совершенствовалась и автоматизировалась, и в конце XIX — начале XX веков появились пианолы, клавиши которых стали управляться при помощи бумажных перфорированных лент, через которые пускался поток воздуха на специальных пианолах, тем самым активируя клавиши, напротив которых воздух выходил.

### Лента для механического пианино
Лента для механического пианино, также фортепианный ролл (англ. piano roll), «катушка» — музыкальный носитель данных, представляет собой перфоленту — рулон бумаги (реже тонкий металический лист) с перфорацией (отверстиями). Для воспроизведения вставляется в механическое пианино или специальный музыкальный автомат. Каждое отверстие ленты фактически представляет собой ноту, горизонтальное положение отверстия определяет высоту ноты, вертикальная длина отверстия регулирует длительность ноты, громкость нот на ленте не фиксируется и при воспроизведении остается неизменной. Могут также фиксироваться положения педалей. Лента при воспроизведении разматывается с постоянной скоростью и проходит над считывающим устройством. Когда считывающее устройство, называемое трекером (англ. tracker bar), обнаруживает отверстие в перфоленте, оно инициирует воспроизведение ноты нужной высоты; когда отверстие уходит с трекера (поскольку лента продолжает разматываться), трекер прекращает воспроизведение ноты. Существовало множество форматов ленты, подходящих для разных механических инструментов. Например, система Т-100 использовала 100 управляющих отверстий при ширине катушки 329 мм.
Фортепианные роллы производятся непрерывно, по крайней мере, с 1896 года и до сих пор; компания QRS Records, например, предлагает 45 000 наименований, причем «новые добавляются на регулярной основе», хотя производство не носит массовый характер. Первые бумажные роллы коммерчески использовались компанией M. Welte & Söhne в оркестрионах, начиная с 1883 года. Файлы MIDI во многом вытеснили роллы при хранении и воспроизведении музыки, выполняя в цифровом и электронном виде ту же функцию, но с гораздо большей точностью.

## В культуре
Механические пианино входят в сюжетную линию некоторых романов и фильмов:
- Механическое пианино (роман) — роман Курта Воннегута, 1952 г.
- Неоконченная пьеса для механического пианино — фильм Н. С. Михалкова по мотивам произведений А. П. Чехова, 1977 г.
- Механическое пианино фигурирует в новелле О. Генри «Пианино» (сборник «Сердце Запада»), в романах «Сто лет одиночества» и «Воспоминания моих грустных шлюх» Габриэля Гарсиа Маркеса.  В фильме "Человек невидимка"  1933 года (в первом эпизоде) посетители трактира развлекаются с механическим пианино.

## Галерея

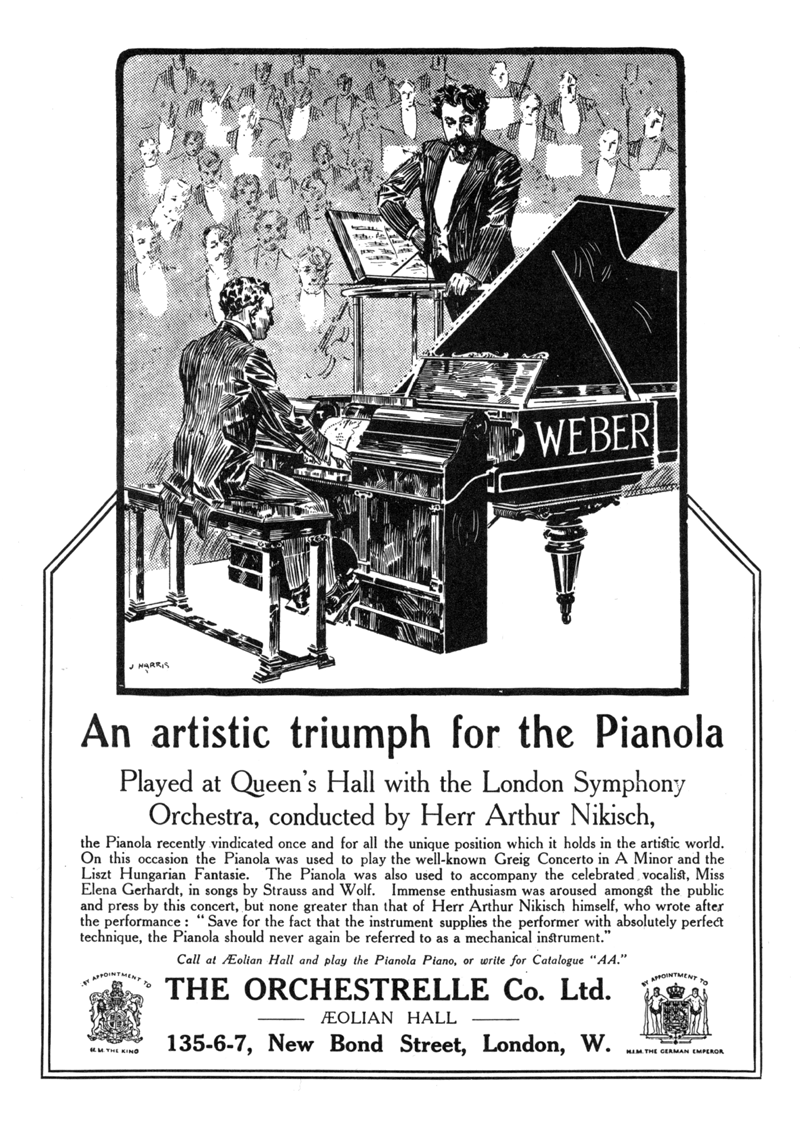
Реклама механического пианино, 1912
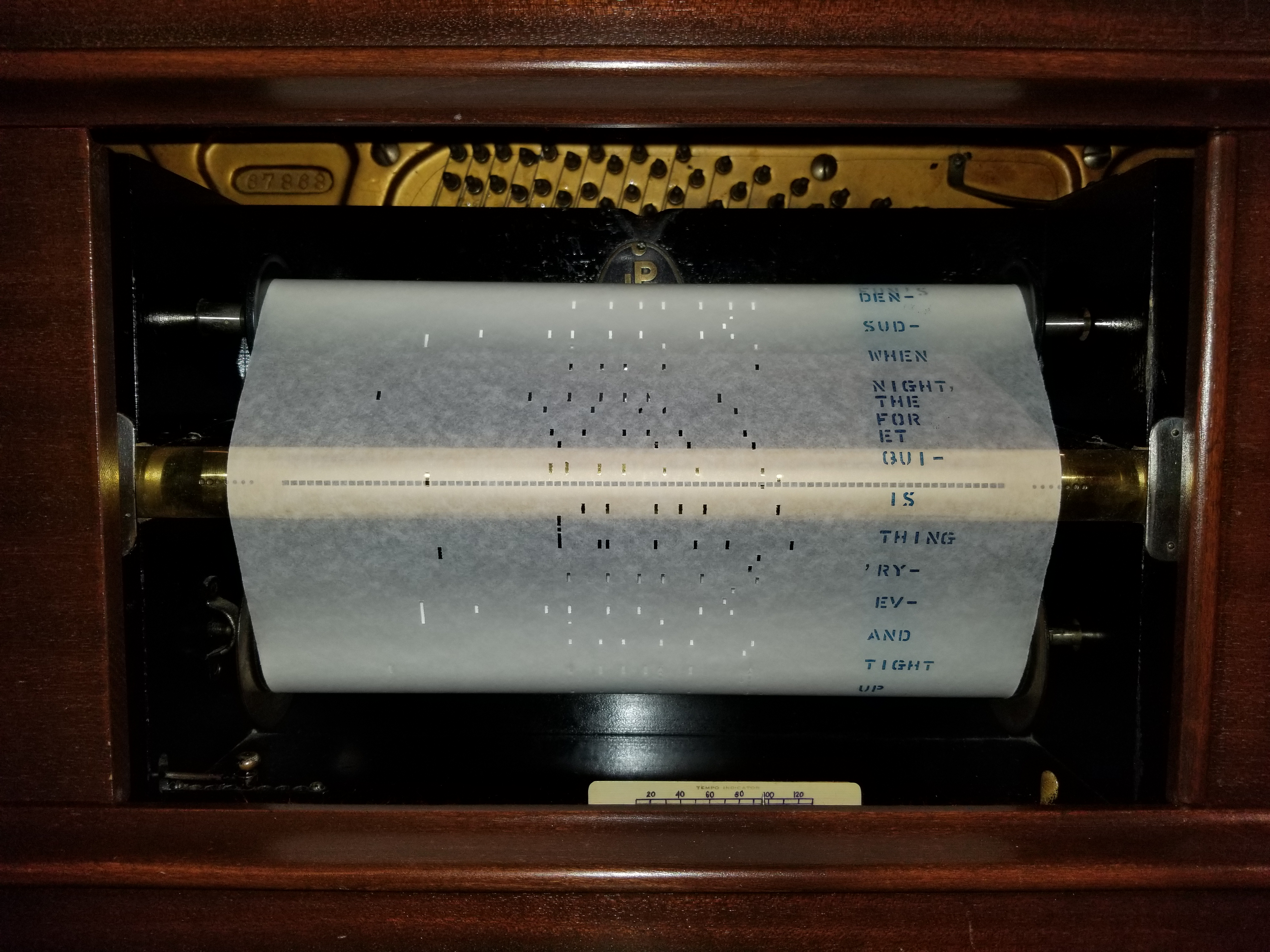
Лента для механического пианино во время исполнения с неё музыки
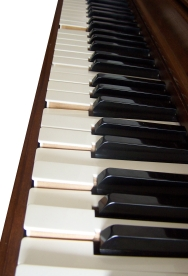
Клавиатура механического фортепиано во время игры
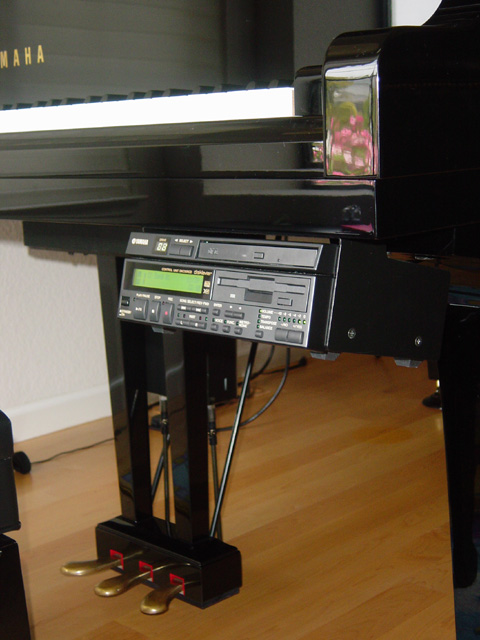
блок управления и воспроизведения Yamaha Disklavier Mark III
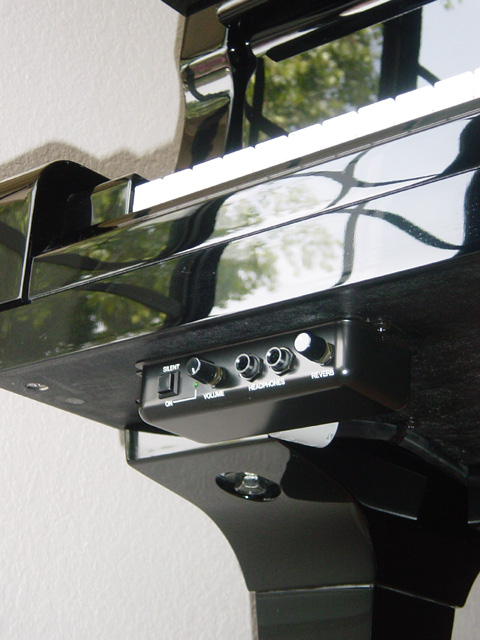
Блок управления секвенсора  Yamaha Disklavier Mark III